# Jean-Baptiste Jourdan
Jean-Baptiste Jourdan, 1.º Conde Jourdan (Limoges, 29 de abril de 1762 – Paris, 23 de novembro de 1833), foi um comandante militar francês que serviu durante as Guerras Revolucionárias Francesas e as Guerras Napoleônicas. Ele foi feito Marechal do Império pelo Imperador Napoleão I em 1804. Ele também foi um político jacobino durante a fase do Diretório da Revolução Francesa, servindo como membro do Conselho dos Quinhentos entre 1797 e 1799.  
Um dos comandantes mais bem sucedidos do Exército Revolucionário Francês, Jourdan é mais lembrado na Revolução por levar os franceses a uma vitória decisiva sobre a Primeira Coalizão na Batalha de Fleurus, durante a campanha de Flandres. Sob o Império, ele foi recompensado por Napoleão com o título de Marechal e continuou a ocupar missões militares, mas sofreu uma grande derrota na Batalha de Vitória, que resultou na perda permanente da Espanha pelo Império. Em 1815 ele se reconciliou com a Restauração Bourbon, e mais tarde apoiou a Revolução de Julho e serviu em seus últimos anos como governador do Hôtel des Invalides.

## Biografia
Filho de um cirurgião, ingressou no exército francês aos 16 anos e participou da guerra de independência americana enquadrada no regimento francês. Retornando à França em 1782, casou-se e estabeleceu-se como comerciante de seda em Limoges.
Ele se alistou novamente em 1789 como capitão da Guarda Nacional e foi eleito tenente-coronel do 2º batalhão da Haute-Vienne que foi colocado no exército do Norte. Participou da campanha belga sob o comando do general Dumouriez, combatendo em Jemappes (6 de novembro de 1792) e em Neerwinden (18 de março de 1793) e, também distinguido em combates esporádicos perto de Namur, foi promovido no mesmo ano a primeiro general de brigada (maio 27) e depois geral de divisão (30 de junho).

### General e político da Revolução
Ferido na Batalha de Hondschoote enquanto atacava as trincheiras inimigas, ele foi chamado por Lazare Carnot para substituir o general Jean Nicolas Houchard no comando das Ardenas e dos exércitos do Norte e em 16 de outubro de 1793 obteve uma brilhante vitória sobre as tropas austríacas do príncipe de Coburg em Wattignies. Opondo-se ao plano do Comitê de Saúde Pública, que queria retomar a iniciativa contra os austríacos, Jourdan foi chamado de volta a Paris.
Aqui ele explicou que o exército, composto principalmente por recrutas sem experiência e até armas e equipamentos, não seria capaz de enfrentar uma campanha no inverno, propondo o adiamento da ofensiva para a primavera seguinte. O Comitê aceitou as explicações, mas não esqueceu a oposição de Jourdan e na primavera o substituiu no comando por Jean-Charles Pichegru. De fato, sua prisão também foi solicitada, mas a oposição dos representantes do povo ao exército lhe rendeu a liberdade, mas não pôde poupá-lo de sua demissão em janeiro de 1794, então retomou sua atividade mercantil. Mas já na primavera daquele ano ele foi chamado de volta ao serviço e colocado no comando do exército de Mosela. Arlon foi ordenado a cruzar as Ardenas e reunir um corpo de 40 000 na frente de Charleroi, na ala direita do Exército do Norte. Realizado de forma brilhante, seu exército tornou-se o exército do Sambre-et-Meuse.
Tendo cruzado o Sambre com o exército, em 26 de junho de 1794, ele trouxe uma brilhante vitória em Fleurus sobre as tropas austríacas de Coburg e Beaulieu, vencendo também os confrontos menores subsequentes de Ourthe e Arvaille em 18 de setembro e novamente o de La Roèr nos 2 seguintes. Outubro. Ele foi então capaz de retomar as praças de Landrecies, Le Quesnoy, Valenciennes e Condé e depois conquistou Charleroi, Namur, Juliers e Maastricht chegando a Klevee em Koblenz. Em 7 de junho de 1795 conquistou a fortaleza de Luxemburgo (a partir dessa data, embora oficialmente apenas dois anos depois, Luxemburgo fará parte do território francês até a queda de Napoleão Bonaparte).
Então começou o avanço em colaboração com o exército do Norte sob as ordens de Pichegru. Depois de cruzar o Reno no início de setembro, Jourdan tomou posse de Düsseldorf, enquanto o Clerfait permaneceu ao norte do rio Lahn, recuando para além do Main, mas Pichegru hesitou em aproveitá-lo, limitando-se a trazer um corpo de 10 000 homens para Heidelberg, onde ele foi imediatamente dominado pelas tropas do Clerfait, que, tranquilizados pela expectativa do oponente e receberam reforços do exército austríaco do Alto Reno, passaram a linha de neutralidade sobre Frankfurte manobrou para cercar o exército do Sambre e Meuse no triângulo entre o Lahn, o Main e Reno. Isso forçou Jourdan a recuar, mas em 11 de outubro ele foi derrotado pelo conde de Clerfait em Höchst e teve que se restabelecer na margem esquerda do Reno e assinar um armistício com o Clerfait para o período de inverno.
Na primavera de 1796, começou a campanha que deveria ter fechado a Áustria em um vício: Napoleão atacaria do sul através da Itália, enquanto os exércitos de Jourdan e Moreau (que havia substituído Pichegru) atacariam do oeste através do Reno. Voltando às hostilidades e retornando à margem esquerda do Reno, Jourdan ocupou Frankfurt e foi até Regensburg. Aqui o arquiduque da Áustria Charles o derrotou em Amberg e Würzburg forçando-o a cruzar novamente o Reno. Incapaz de reconhecer os erros cometidos ao impor a conduta militar aos seus generais, Jourdan atuou como bode expiatório e não foi mais usado por alguns anos. Apresentando-se como candidato nas eleições para o departamento de Alta Vienne, foi eleito em março de 1797 para o Conselho dos Quinhentos, tornando-se posteriormente seu presidente e depois secretário. Durante este período, ele formulou as normas de 1798 para o recrutamento obrigatório, mais tarde chamado de Lei Jourdan-Delbrel.
Em setembro daquele ano voltou ao exército e recebeu o comando do Exército do Danúbio, com apenas 38 000 homens, com a ordem, pelo Diretório, de atacar novamente, mas em 25 de março de 1799 foi derrotado pelo arquiduque Carlos da Áustria-Teschen em Stockach, no comando de um exército de força quase dobrada, o que também forçou Moreau a recuar. Desonrado, amargurado e doente, Jourdan deixou o comando para o general Massena em 10 de abril e retomou a atividade política. Reeleito em maio para o Conselho dos Quinhentos, tentou em vão opor-se ao golpe de Estado de 18 de Brumário (9 de novembro de 1799) e por isso foi excluído por Bonaparte do corpo legislativo e forçado a residir compulsoriamente na baixa Charante.

### O período do Império
No entanto, Napoleão logo o chamou de volta ao serviço e em junho de 1800 o nomeou inspetor da infantaria e cavalaria, então embaixador na República Cisalpina, administrador geral do Piemonte e conselheiro de estado. Em janeiro de 1803 foi eleito candidato conservador no Senado para o colégio de Haute-Vienne e depois nomeado comandante-em-chefe do exército da Itália. Em maio do ano seguinte foi nomeado Marechal da França e agraciado com o Grande Cordão da Legião de Honra.
Ele foi um dos marechais maçons.
Em 26 de maio de 1805 participou da coroação de Napoleão Rei da Itália, onde teve a honra de usar a espada durante a cerimônia como símbolo das honras de Carlos Magno. Mais tarde foi substituído no comando do exército novamente por Massena, que reclamou com Napoleão que em 1806 o enviou a Nápoles como governador da cidade, onde se vinculou a Giuseppe Bonaparte, que seguiu na Espanha em 1808 como conselheiro militar.
Desgostoso, ele pediu para ser chamado de volta à França e ficou satisfeito no final de 1809. Aqui ele viveu tranquilamente com sua família até que Napoleão, determinado a trazer a guerra para a Rússia, ordenou que ele voltasse para a Espanha ao lado de seu irmão. Após a retirada de Madri e a derrota dos franceses na Batalha de Vitória por Sir Arthur Wellesley em 20 de junho de 1813, Jourdan retirou-se novamente para a França. Aqui foi nomeado comandante da 19ª divisão militar no ano seguinte, comando que foi reconfirmado com o advento da Restauração.

### A Restauração
Durante a segunda restauração em 1815 foi nomeado presidente do Tribunal Militar, mas quando foi chamado para julgar o marechal Ney declarou-se incompetente para julgá-lo. No ano seguinte, recebeu o comando da sétima divisão militar e, em 1819, Luís XVIII o chamou para a Câmara dos Pares. Em 1830 dedicou-se com entusiasmo à Revolução de Julho e foi Ministro dos Negócios Estrangeiros durante alguns meses, após os quais se tornou Governador do Hôtel des Invalides onde passou os últimos anos e onde foi sepultado.